# برای صدتا، دیگه هیچی نمیدن...
برای صدتا، دیگه هیچی نمیدن… (فرانسوی: Pour cent briques, t'as plus rien...‎) یک فیلم کمدی فرانسوی به کارگردانی ادوارد مولینارو است که در سال ۱۹۸۲ منتشر شد.